# راي هاكيت
راي هاكيت (بالإنجليزية: Ray Hackett)‏ هو موسيقي أمريكي، ولد في 5 نوفمبر 1909، وتوفي في 29 مارس 1987.